# Duke of Edinburgh (ciruela)
Duke of Edinburgh es una variedad cultivar de ciruelo (Prunus domestica), de las denominadas ciruelas europeas.
Una variedad de ciruela se cree originaria de Edimburgo en Escocia (Reino Unido). Se desconoce la fecha de origen y la historia de su origen. Las frutas de tamaño mediano de forma redondeada ligeramente irregular, su epidermis con un color rojo rosado, y pulpa de color amarillo rojizo, consistencia media, jugosa agridulce, con sabor mediocre. Tolerancia a los inviernos de Estonia es excelente.

## Sinonimia
- "Duke of Edinburgh ploom",
- "Edinburgh".[6]

## Historia
'Duke of Edinburgh' variedad de ciruela que se cree originaria de Edimburgo en Escocia (Reino Unido). Muy cultivada en Estonia como variedad de jardín, y por su buena resistencia a los inviernos se utiliza en hibridaciones para obtener nuevas variedades en Estonia.
Se encuentra cultivada en la colección de germoplasma de plantas vivas del Centro de Investigación Hortícola Polli, dependiente del "Departamento de Ciencias de la Vida" de la Universidad de Tartu, desde el año 2008. La resistencia al invierno siguen siendo una de las propiedades que conservan interés en criarlo Árbol de fuerte crecimiento, rendimiento, satisfactoria resistencia al invierno, autopolinizador y buen polinizador de otras variedades. 'Emma Leppermann' es adecuada para ella..

## Características
'Duke of Edinburgh' es un árbol de porte erguido, de mediana altura, con copa ligeramente extendida, productiva. Buena resistencia al invierno. Es autofértil da buenos frutos con su polen y es un buen polinizador para otras variedades. Una de sus grandes cualidades es su gran adaptibilidad a las condiciones invernales más duras de Estonia, por lo que es muy utilizado en las hibridaciones para obtener nuevas variedades de ciruelas en Estonia.
'Duke of Edinburgh' tiene una talla de tamaño mediano 20 a 25 g, la forma es redondeada ligeramente irregular, su epidermis con un color rojo a rosado que se presenta puntos más oscuros; la sutura se puede ver como una línea, con pruina ligera; pedúnculo de longitud largo, grosor fino; pulpa de color amarillo rojizo, consistencia densa, jugosa agridulce, con sabor agridulce.
Hueso semi adherido a la pulpa.
Su tiempo de recogida de cosecha es a mediados de agosto.

## Usos
Se usa comúnmente como postre fresco de mesa buena ciruela de postre de fines de verano. Resistente tanto al frío como a las enfermedades. Una valiosa variedad para el huerto familiar. Las variedades injertadas sobre una base de bajo crecimiento son resistentes a las heladas y más bajas, y también son adecuadas para jardines más pequeños.

## Progenie
- 'Duke of Edinburgh' mediante una polinización libre ha originado semillas que han dado lugar a la nueva variedad 'Julius', criada en 1946 por el investigador Julius Eslon en el "Centro de Investigación Polli Garden", Tartu.
- En 1946 gracias al investigador Julius Eslon en el "Centro de Investigación Polli Garden", Tartu obtuvo la nueva variedad de ciruela 'Polli Munaploom', resultado del cruce efectuado de 'Liivi Kollane Munaploom' como "Parental Madre" x  polen de 'Duke of Edinburgh' como "Parental Padre".[10]